# Hyposoter ebeninus
Hyposoter ebeninus là một loài tò vò trong họ Ichneumonidae.